# 尾畠春夫
尾畠 春夫（おばた はるお、1939年〈昭和14年〉10月12日 - ）は、日本のボランティア活動家、元鮮魚商。大分県速見郡日出町在住。身長161cm、体重57kg。
1993年、登山道整備のボランティア活動を始めるが、経営していた鮮魚店の閉店後に活動を本格化させる。多くのボランティア活動の実績により数々の表彰を受け、後に緑綬褒章が授与された。2018年の行方不明児発見の手柄により、「スーパーボランティア」として一躍時の人となった。

## 人物・来歴

### 幼少期
大分県東国東郡安岐町（現：国東市安岐町）に生まれ、幼少時に現在の杵築市に引っ越し育つ。父は下駄職人であったが、履き物がゴム製品に変わる頃で、商売は順調ではなかった。母は専業主婦であったが、尾畠が小学校5年生時の41歳で他界。母の死は尾畠に大きく影響する。酒好きであった父は、妻の死後、何人もの子供を抱え、下駄は売れず厳しい現実から逃れるためか、ヤケ酒に走る。7兄弟の4番目の尾畠は、「大飯喰らいだから」という理由で一人だけ近所の農家に小学5年生で奉公に出される。この時、尾畠は「世の中なるようにしかならない。やるだけやってやろう」と心を入れ替え、奉公先の主人や家族を親だと思い、何でも言うことを聞くという生活に入る。その全ては「飯を喰うため」だったが、奉公の経験が宝になっていると感じるに至り、恨みの対象だった父は、いつしか感謝の対象に変わる。中学校へは4ヵ月しか通えなかった。

### 中学卒業から独立まで
1955年（昭和30年）に中学を卒業するとすぐに姉の紹介で別府の鮮魚店の小僧となる。姉は、働きたいという尾畠に対し「あんたは元気がいいから魚屋になりなさい」と言った。別府駅に向かう際、父から青い10円札を3枚持たされ、珍しく大盤振る舞いだなと喜んだものの、その30円は片道切符代に過ぎないことを知り、帰るという選択肢がないと知る。鮮魚店ではあらの煮つけが出たが、毎日が芋とカボチャの日々だった尾畠は、こんなうまいものはないと衝撃を受ける。別府の鮮魚店で3年間修業の後、下関市の鮮魚店で3年間フグの勉強をし免許を取得。その後、関西で勉強したいと考え、神戸市新開地の鮮魚店で関西流の魚のさばき方やコミュニケーション術を4年間学ぶ。10年の修業後独立するつもりだったが、給料が安く貯金はゼロに近かった。開業資金や結婚資金を得るために上京し、大田区大森の鳶・土木の会社に「俺には夢があります。3年間どんな仕事でもするので働かせてください」と頼み込み就職する。この時の鳶と土木工事の経験が、現在のボランティア活動に役立っているという。会社からは、残って頭になれと熱心に誘われたが、1968年（昭和43年）に大分に戻り、4月に結婚。同年11月、別府市内に鮮魚店「魚春」を開業。地元で人気店となる。

### 登山とボランティア
40歳から趣味で登山を始め、45歳の時に北アルプス55山を単独縦走。1993年からは、由布岳登山道の整備のボランティアを開始。65歳の時に鮮魚店を閉店。これは年金がもらえる年になったからで、当初からの予定であり、仕事を辞めた翌日からはボランティアをすると決めていた。これは、2人の子供の大学までの学費を魚を買ってくれた客から得ていたため、社会への恩返しをしたいと考えたためである。3,300kmを3か月で踏破する日本縦断に挑戦し、挑戦の中で人との出会いの大切さを改めて感じる。この後、本格的にボランティア活動を開始し、以降はボランティア活動に専念。

### 災害ボランティア
新潟県中越地震を皮切りに、東日本大震災・熊本地震・西日本豪雨などの多くの被災地で活動を継続。2011年3月、東日本大震災被災地の宮城県本吉郡南三陸町では、がれきの中に埋もれた思い出の写真などを拾い集める「思い出探し隊」の隊長として約500日間活動。この際、好きだった酒を止める。同町での活動においてボランティア仲間の精神的支柱と評され、若いボランティアから「師匠」と慕われることもあった。尾畠がいるだけで現場が活気づき、「神」のようだと評されることもあった。尾畠の自宅には来客が絶えず、人生相談を持ちかける者もいるという。

### 表彰
2012年、大分県から「ごみゼロおおいた作戦功労賞」、2014年には、環境省「平成26年度地域環境美化功績者表彰」を受賞している。2018年8月15日に山口県大島郡周防大島町で行方不明の男児（行方不明時は1歳、救出時は2歳）を救出。2018年8月20日には、大分県知事・広瀬勝貞が尾畠の長年の功績を讃え、大分県功労者表彰を授与する意向を示し、2018年11月3日に授与された。また8月22日には在住する日出町も「日出町功労者表彰」を贈る方針を明らかにし、同年9月3日に授与された。翌9月4日にはかつて在住していた別府市より、別府市内の清掃や由布岳の登山道整備など、これまでのボランティア活動に対し、「市民の模範となる善行」として顕彰を受けた。同年10月10日、尾畠の広島県呉市のボランティア活動に関連し、広島県が東京で開催した牡蠣のPRイベントにTV中継で出演。同年8月に豪雨災害にあった広島県の牡蠣のPRに協力した。2019年9月3日、大分県の推薦で「令和元年防災功労者防災担当大臣表彰（個人・防災思想の普及）」受賞。同月9日の表彰式は大雨被害のあった佐賀県でのボランティア活動のため欠席。
2020年秋に緑綬褒章を受章した。

### スーパーボランティア
同年11月7日には尾畠を指す言葉として有名になった「スーパーボランティア」が「2018 ユーキャン新語・流行語大賞」にノミネートされた。その頃、大分県でボランティア活動をしていた尾畠は朝日新聞の取材に対し「当たり前のことをしていただけで、『スーパーボランティア』なんてぜんぜん思っていません」と語った。同年12月3日に東京都内で「新語・流行語大賞」が発表され「スーパーボランティア」はトップテンの1つに選出されたが、尾畠は受賞を辞退し表彰式にも出席しなかった。表舞台に立とうとせずボランティア活動に注力する尾畠に対し、表彰式の司会者は「頭が下がる思いです」と賛辞を贈っている。

### 世界のこどもたちの幸福をねがう旅
2019年1月18日に東京都内の小学校での講演を終え、翌日から自宅のある大分県日出町までの1100km以上の道のりを「世界のこどもたちの幸福をねがう旅」と題し、徒歩の旅に出る。行く先々で報道や多くの人に囲まれ、1日3kmほどしか進めない日も多かった。同年2月23日、マスコミや見物人などで道路が混雑する「異常事態」を鑑みて、浜松市で旅を断念した。

### 家族
妻・息子・娘・孫娘1人・孫息子4人。

### 靴下
尾畠は、拾った靴下をはいているが、それを自分自身で補修して使用する。補修に使う糸は、建築現場で使う水平を出すために用いる水糸である。水糸は非常に強いため、尾畠は建築現場で捨てられる使用済みの水糸をもらって帰ると糸巻に巻き、自作の針で破れた靴下を補修するが、その際に、さらに補強のために捨てられた傘の生地を内側にシリコンコーキング材で張り付けた上、3日間煉瓦で圧着して使用している。

## 発言や生き方について

### ボランティア活動に対する考え方
- 東日本大震災のボランティア時に、それまでは浴びるほど飲んでいた酒をきっぱりやめる。その理由は、「避難所のベイサイドアリーナには1,800人もの避難者がおり、身動きもできないほどの大変な混雑ぶりであるにもかかわらず、誰も文句を言う者がない。同じ日本人でありながらこんな思いをしている人がいるんだ、と思った。酒なんか喰らっている場合ではない」と思ったため。その後、2018年8月まで一滴も飲んでいないが、断酒したわけではなく、中断しているだけだという。東北3県の仮設住宅がすべて取り除かれた時、解禁すると述べている[4]。
- 軽ワゴン車に食料や水、寝袋などの生活用具を積み込み、助ける相手側からは力を借りないことが信条。「自己完結するのが真のボランティアだ」という[39]
- ボランティア中の主食はパックご飯とインスタントラーメン。パックご飯は温めるとガス代がかかるのでそのまま食べる。寝泊まりするのは軽ワゴン車の後部座席で、被災地のどんな環境でも寝られるようにするため、普段からゴザの上で寝る習慣がある。ボランティアに使用する軽自動車は2018年8月現在で13年間使っており、走行距離は約20万km。故障したことは一度もない。ボランティア活動中は風呂もシャワーも浴びず、帰宅後温泉に3-4時間入る[4]。車内での寝泊まりは被災地の人に迷惑をかけないようという理由もあり、その行動を見てボランティア仲間から「謙虚な人」だと評されたこともある[3]。
- 「ボランティア時には言動全てに気をつける必要がある。『暑い』とは絶対に言わない。自分が被災者であったならば、どう思うのか。ボランティアさせていただいているという立場を忘れてはいけない。赤い服を着用し背中に大きく名を書くのは、被災している人は身元が分かる方が安心するから。黙っていると怖いと思われるので、よく話すこと。全ては安心感をもってもらうためである」と語っている[4]。
- 「対価、物品、飲食、これは絶対、頂かない。敷居をまたいで家の中に入ることもボランティアとして失格だと思っている。私はそれでいいと思うんですよ。人がどうしようと関係ない。尾畠春夫は自分なりのやり方がある。」[40]
- 「表彰を受けたからといって、必要以上に頑張ろうとは思わない。今まで通り、ボランティアを続けていくだけ」（2018年9月3日、日出町から功労者として表彰された際のコメント）[41]
- 「いつかは沖縄で遺骨収集したい。ガマと呼ばれる沖縄の自然の洞窟には相当な数の兵隊の骨が残っているが、その捜索がしたい。2018年に実行する予定で、道具の準備もしていたが、災害が続発して断念した。2019年春には実行したい」[4]。

### 生き方について
- ボランティアを本格的に始めたのは、大分県別府市にあった店を閉めた65歳のころ。「学歴も何もない自分がここまでやってこられた。社会に恩返しがしたい」と思ったからと、全国各地で車中泊しながら、ボランティア活動を行ってきた[42][43]。
- 「人に、世の中に、恩返ししたい」が口癖。 広島県廿日市市を旅している時に、通りすがりの夫婦から「旅の足しに」と千円を受け取ったことが、2018年に広島入りする動機の一つになった[44]。
- プレジデント編集部の取材に対し「正直言えば、私は私が怖いんです。放っておくと悪いことをするのではないかという恐怖です。毎日自分を振り返っては、自分自身が悪いことをしたととにかく叱りつけている。これからも私は常にボランティアをして、感謝を続けるしかないんです」と答えている[45]。
- 活動費は自分の月約5万5000円の年金から捻出。貯金はゼロに等しい。尾畠は一方で、「商売人ですからカネには執着している。それは今も同じ」だが「無いものは追っても仕方ない。私は逃げるものは追いかけない主義です。その時の状況に応じた生活をしているだけ」と述べている[4]。
- 78歳時点での将来の夢は「夜間の高校に行って勉強したい」[46]。
- 2018年現在、健康保険証は11年使用していない。大病は40歳の頃の腸捻転だけ。自宅にいる時は毎日8kmほどジョギングをする[4]。
- 健康の秘訣を体にいいものを食べることといい、タンポポ、オオバコ、ドクダミ、ヨモギなどの野草を集め、茹でて酢醤油で食べている。桑の葉が特にうまいという。この食生活は登山を始めた40歳の頃から続けているが、家族には勧めないし、家族で食べているのは尾畠だけだという[4]。
- 「カミさんは、いまは旅に出ている。一人旅です。「自由にしたい」って。5年前に出かけて…、まだ帰ってない」と語った。今の自宅は妻と老後をゆっくり過ごすために買ったもので、妻も鍵は持っている。いつでも帰れる状態にしている[4]。
- 息子は公務員で市役所に勤めており、「魚屋を継いだほうがいいかな」と聞かれたことがあるが、そのときは「お前には継がせないよ」と怒った。自分の人生は自分で歩むべき。私は子供に対してどうこうしろと言ったことはない。国民の義務さえ果たしていれば何をしてもいい[4]。
- 携帯電話もカーナビも使ったことはない[4]。
- かつてはヘビースモーカーでピースを2箱吸っていたが、当時高校生の孫に、「65歳を過ぎると体力が急激に落ちるから絶対にやめろ」と言われ、孫の言うことは天の声だと思い、その場ですべて燃やした[4]。
- 「来る人は拒まず。しかし、マスコミはすぐいなくなるでしょう。私なんて一過性のもの。日本人は熱しやすく冷めやすい。自分のことなどすぐ忘れる。花火では線香花火が好きだが、小さくて長持ちする、そんな生き方がしたい」と発言している[4]。
- 2018年9月23日TBSテレビ『情熱大陸』で、「多分、今現在やってることも、行動言葉諸々のことをウチのお袋はじぃっと、オバタハルオのこと見てくれてると思う。だから、いつか自分が逝った時に、お袋から思いっきり、背中の骨が折れるくらい、胸のあばら骨が折れるくらい抱きしめてもらいたいね」と述べた[47][48]。

### 2018年8月の行方不明者捜索について
- 行方不明になった子供を探していた家族に対し「私が抱きしめて直にお渡しします」と約束していた。そのため、実際に発見した際に山口県警察から子供の引き渡しを要請されたが、「口約束も契約」「言うたことは守る」と拒否、直接家族に対して子供を引き渡している[43]。発見に際しては「人の命より重いものはない。尊い命が助かってよかった」と笑顔でコメントした[43][49]。

### ボランティアのきっかけ
- 南三陸町でのボランティアのきっかけは、2006年に鮮魚店をやめ、徒歩による日本縦断の旅に出た際に立ち寄った南三陸町歌津で野宿した際、地元の住民から混ぜご飯を分けてもらったことがあり、震災発生後この住民の安否が不明となったため3日がかりで駆け付けたことであった。この住民は無事で、尾畠はその翌日から、この地でボランティア活動を開始した[8]。

## 経歴
- 1989年 - 由布岳の登山道をボランティアとして整備し始める[24][7][注釈 1]。
- 2004年 - 新潟県中越地震のボランティアに参加[4]。
- 2006年4月1日 - 鹿児島県佐多岬を徒歩で出発して太平洋側を北上し、7月1日に北海道宗谷岬に到着して日本列島を縦断[50]。
- 2011年3月 - 東日本大震災のボランティアとして宮城県本吉郡南三陸町に行き、がれきの中に埋もれた思い出の写真などを拾い集める「思い出探し隊」の隊長として活動[12][13]。
- 2014年 - 長年にわたる由布岳の登山道の清掃活動に対して環境省から地域環境美化功績者表彰を受けた[16][17][注釈 2]。
- 2016年
  - 熊本地震のボランティアに参加[12][51]。
  - 12月 - 大分県佐伯市で行方不明になってから約21時間後に発見された当時2歳の女児の捜索に参加[12]。
- 2018年
  - 7月 - 西日本豪雨のボランティアに参加[52]。広島県呉市天応で3週間活動[53][11]。
  - 8月15日、山口県大島郡周防大島町家房で行方不明になっていた男児（行方不明時は1歳、救出時は2歳）を救出するためボランティアとして現地に赴き、3日間発見されなかった男児を、およそ30分の間に発見し救出[54]。山口県警より感謝状を受ける[18]。連日のニュースでスーパーボランティアとして話題となり、著名な芸能人などから称賛される[55][12]。
  - 8月18日 - 広島県呉市でのボランティア活動に再び参加[53]。
  - 9月3日 - 「大分県日出町功労者表彰」受賞[22]。
  - 9月4日 - 別府市より感謝状受賞[23][24]。
  - 10月10日 - 8月に豪雨被害のあった広島県の牡蠣のPRイベントに出演し、「PRイベントに初登場」と報じられる[25][26]。
  - 11月3日 - 大分県より「大分県功労者表彰」を授与される[20][56][57]。
  - 11月7日 - 「新語・流行語大賞」に尾畠の代名詞になった「スーパーボランティア」がノミネートされる[58][59]。
  - 12月3日 - 「スーパーボランティア」が「2018 ユーキャン新語・流行語大賞」のトップテンに選出されたが、受賞は辞退した[31]。
- 2019年
  - 1月18日に東京都内の小学校での講演後、自宅のある大分県日出町までの1100km以上の道のりを「世界のこどもたちの幸福をねがう旅」と題して、徒歩の旅に出る[33][34][35]。
  - 2月23日 - 見物人やマスコミによる道路の混雑を理由に浜松市で旅を断念[36][37]。
  - 8月28日 - 平成29年7月九州北部豪雨の被災地である佐賀県武雄市で8月28日夕方よりボランティア活動を行う[60]。
  - 9月、内閣府「防災功労者防災担当大臣表彰」受賞。
- 2020年
  - 3月25日、あるユーチューバーの電話取材に答え、海の動物を救うために海岸でペットボトルを拾い集める活動（テトラポッドの隙間に入り込んでいるペットボトルを潜って取る）をしていること、2014年3月12日からは妻と別居中であること、自分自身は新型コロナウィルスには感染していないことなどを話した[61]。
  - 7月9日、令和2年7月豪雨の被害を受けた大分県日田市で片付け作業の手伝いを始めた。初日は天瀬町の温泉旅館「天龍荘」で復旧作業を行った。当初は熊本県でボランティア活動を計画したものの新型コロナウイルスの影響を受け、他県からのボランティアが受け入れられず、参加できなかった[62][63]。
  - 11月2日、秋の褒章で緑綬褒章を受章[64][65]

## 著書
尾畠の初の著書として、尾畠とボランティア活動を共にした担当編集者によるインタビュー取材を基にした書籍「一歩前へ」がアチーブメント出版より2018年10月12日に出版予定だった。しかし、発売直前の10月10日に「他に出版を検討している出版社と出版時期を揃えてもらいたい」という尾畠の要望があったことから発売が急遽延期。その後、この配本延期に関する取材が尾畠の元へ殺到したことで心身への負担が大きくなったため、「今後一切の露出を控えたく、出版社を問わずおよそ書籍出版は中止したい」との申し入れがなされ、同書籍は出版中止となった。
しかし、上記のような経緯があったにもかかわらず、同年11月10日には書籍『尾畠春夫 魂の生き方』（ISBN 978-4864890885）が南々社より発売されている。こちらも尾畠への取材を基に編纂した書籍で、尾畠を著者としたものである。

## テレビ出演
- 情熱大陸 - 「”神”と呼ばれるスーパーボランティア尾畠さんが被災地に行く理由。秘められた想い初告白」（2018年9月23日、毎日放送）[11]

## 参考動画
- 【情熱大陸 本編公開】ボランティア 尾畠春夫編・前半（2018年9月23日放送回より） -YouTube
- 海洋ごみを拾うスーパーボランティア尾畠春夫さん 日本財団 海と日本PROJECT in 大分県 2020 #14（海と日本プロジェクト） - YouTube
- スーパーボランティア尾畠春夫さん＆川野和久さんインタビュー（光のみちチャンネル） - YouTube